# ロング・アゴー・アンド・ファー・アウェイ (トニー・ベネットのアルバム)
Long Ago and Far Awayは、1958年にコロムビア・レコードからリリースされたアメリカの歌手トニー・ベネットのアルバム。

## 収録曲
1. イット・クッド・ハプン・トゥ・ユー - It Could Happen to You（Van Heusen, Burke）- 2：50
2. いつもさよならを - Ev'ry Time We Say Goodbye（Porter）- 3：13
3. ロング・アゴー・アンド・ファー・アウェイ- Long Ago and Far Away（Kern, Gershwin）- 2：55
4. イット・アメイズ・ミー - It Amazes Me（Coleman, Leigh）- 3：27
5. 今宵の君は - The Way You Look Tonight（Kern, Fields）- 3：08
6. ビー・ケアフル・イッツ・マイ・ハート - Be Careful, It's My Heart（Berlin）- 2：15
7. 愚かなり我が心 - My Foolish Heart（Washington, Young）- 3：09
8. タイム・アフター・タイム  - Time After Time（S. Cahn, J. Styne） - 2：55
9. フールズ・ラッシュ・イン - Fools Rush In  (Mercer, Bloom) - 2：09
10. 売り出し中のコテージ - A Cottage for Sale (Robison, Conley) - 3：04
11. ブルー・ムーン - Blue Moon（Hart, Rodgers）- 2：32
12. ソー・ファー - So Far（Rodgers, Hammerstein II）- 3：41

1958年4月7日（＃1、5、7）、4月8日（＃2、11-12）、4月9日（＃3-4、6、8-10）に録音された。

## パーソナル
- トニー・ベネット–ボーカル
- ラルフ・シャロン–ピアノ
- ハービー・マン–フルート
- ロバート・バイ–ギター
- ジョージ・ヴァン・エプス –ギター
- キャサリン・ゴットファー – ハープ
- ドロシー・レムセン–ハープ
- フランク・フリン– バイブス
- バディー・クラーク–コントラバス
- ラリー・バンカー–ドラム
- ウィリアム・エクイナー –ドラム
- フランク・デ・ヴォル– 指揮

### ストリングス
- アーモンド・カプロフ（＃1、5、7）、エドガー・ルストガルテン（＃1–2、5、7、11–12）、ラファエル・クレマー–チェロ
- Israel Baker 、Robert Barene、Sam Freed、Jacques Gasselin、Ben Gill、 Mort Herbert 、Dan Lube、William Miller、Lou Raderman、Ambrose Russe、Albert Saparoff、Eudice Shapiro、David Frisina（＃2、11–12）、Anatol Kaminsky（ ＃2、3–4、6、8–12）ポール・ローウェンクロン（＃2、3–4、6、8–12）、ビクター・アーノ（＃3–4、6、8–10）–ヴァイオリン
- Norman Botnick（＃2、3–4、6、8–12）、GR Menhennick（＃3–4、6、8–10）、Virginia Majewski、Robert Ostrowsky、Joseph Reilich、Milton Thomas – viola